# Jezioro Chude (gmina Lipusz)
Jezioro Chude – bezodpływowe jezioro w województwie pomorskim, w powiecie kościerskim, w gminie Lipusz, w mezoregionie Bory Tucholskie. Jezioro stanowi własność 2 rolników z wsi Płocice.
Powierzchnia zwierciadła wody według różnych źródeł wynosi od 1,2 ha do 2,3252 ha